# قائمة الحرية (الدنمارك)
قائمة الحرية هي جماعة سياسية دنماركية. هي حزب ليبرالي يسمي نفسه على أنه يروج للحقوق الفردية. تأسست خلال جائحة كوفيد 19 في الدنمارك من قبل المروج البارز للمعلومات المضللة فليمينغ بليشر، وتشجع على رفض لوائح الصحة العامة الحكومية مثل أقنعة الوجه واللقاحات. كانت المجموعة على ورقة الاقتراع في 26 بلدية وجميع مناطق الدنمارك الخمس في الانتخابات المحلية الدنماركية لعام 2021، لكنها لم تفز بأي مقاعد.